# Harri Rovanperä
Pour les articles homonymes, voir Rovanperä.
Harri "Rovis" Rovanperä, né le 8 avril 1966 à Jyväskylä, est un pilote de rallye finlandais du Championnat du monde des rallyes.

## Biographie
Il commence sa carrière en 1989.

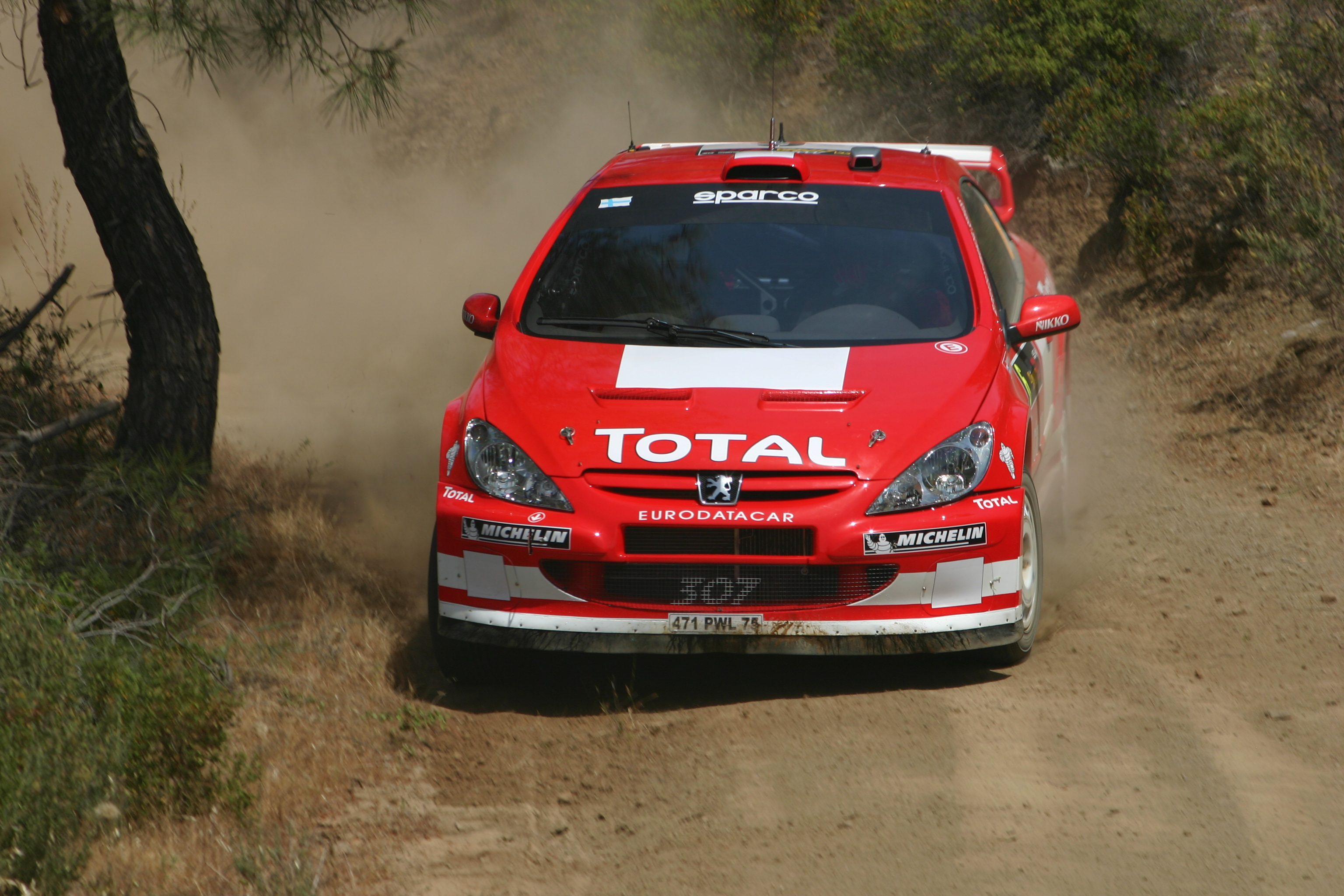
Rovanperä au rallye de Chypre en 2004.

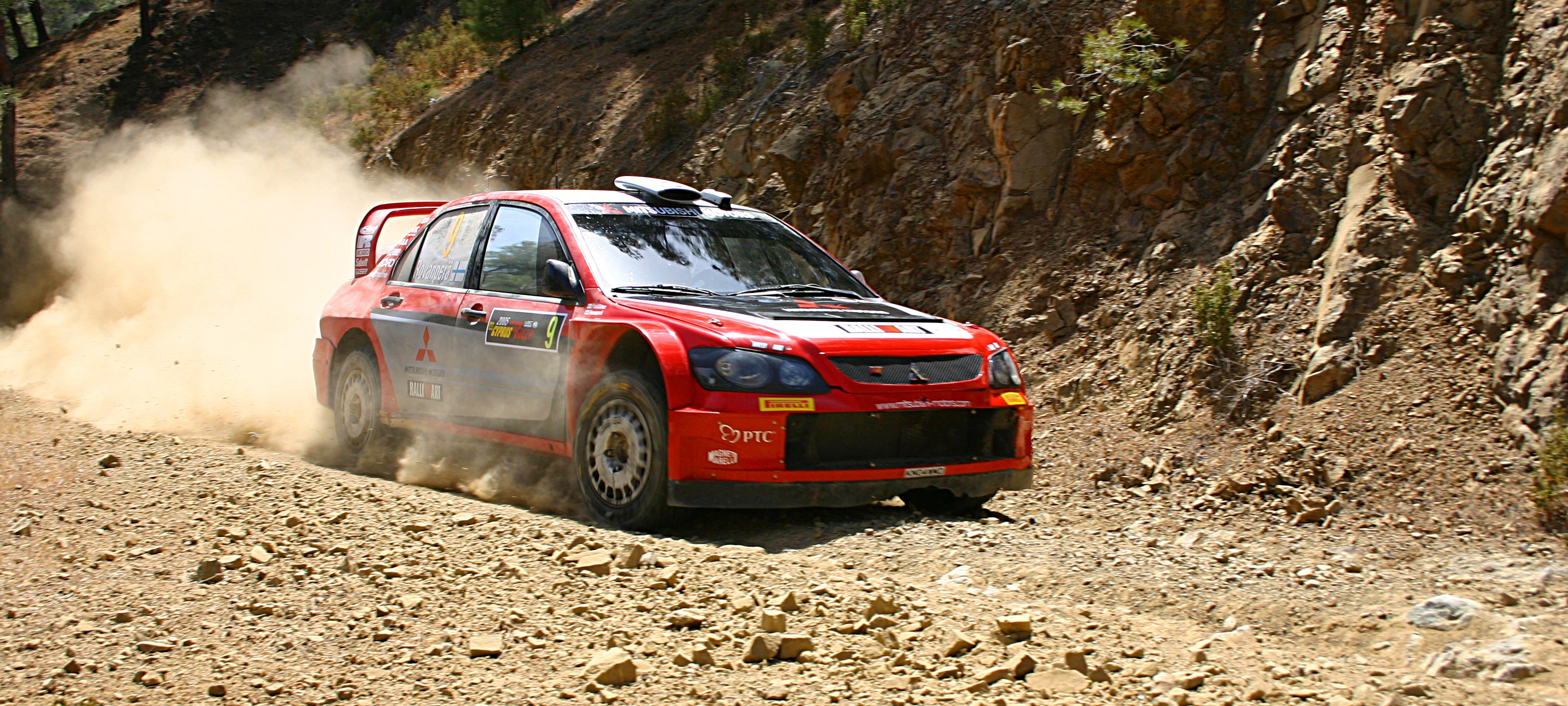
Rovanperä durant la même épreuve Cyprus (Mitsubishi Lancer WRC).

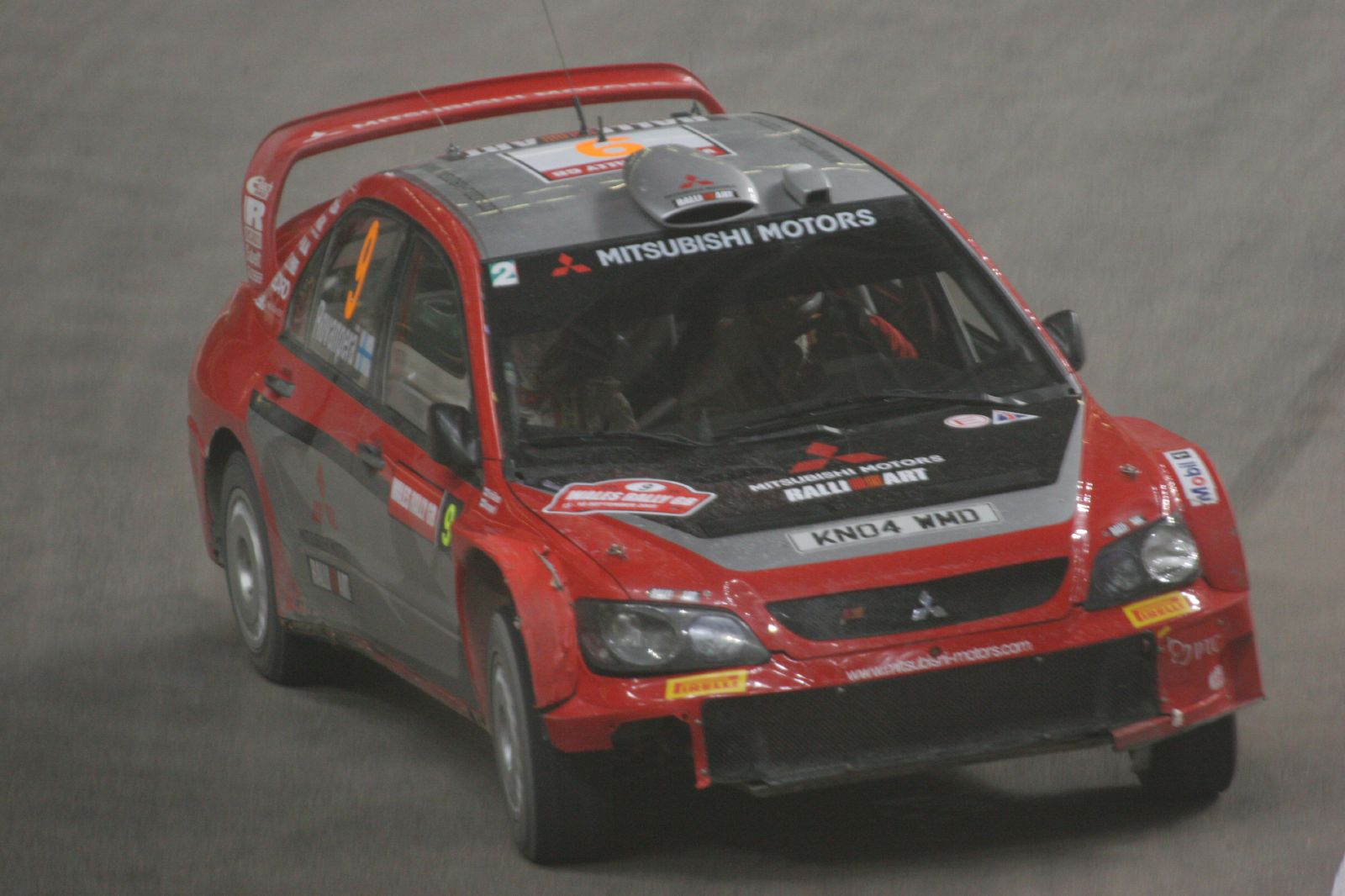
Rovanperä pilotant une Mitsubishi en 2005.

En 1995, il remporte le championnat finlandais Groupe A au volant d'une Opel Astra. Il est alors remarqué par SEAT, avec qui il remporte le titre national de Formule 2.
Il est engagé par Peugeot pour le championnat du monde des rallyes 2001. Au volant de la Peugeot 206 WRC, il remporte avec son copilote Risto Pietiläinen son unique victoire au Rallye de Suède, et termine à la cinquième place du championnat, à seulement huit points du vainqueur Richard Burns, malgré le fait qu'il n'ait pas disputé deux manches du championnat. Rovanperä est présent 15 fois sur les podiums de WRC (9 fois second) en 115 participations de 1993 à 2006, sa première saison pleine étant 1997. Il a essentiellement deux copilotes en mondial: Risto Pietiläinen et Voitto Silander, et a couru successivement pour SEAT (1997–00), Peugeot (2001–04), Mitsubishi (2005), et Red Bull Skoda Team (2006).
Il participe à la Race of Champions 2001, remportant le Henri Toivonen Memorial Trophy, et gagnant le titre de Champion of Champions.
Il est apprécié pour ses capacités de pilote sur terre, et la sûreté de son pilotage.
Il est actuellement pilote pour la formation Red Bull Skoda, après que son ancienne équipe Mitsubishi ait abandonné le WRC en 2006.
En 2010, retour en rallye avec sa participation à la version "VHC" des Legend Boucles de Spa (Belgique), sur Porsche 911.
Son fils Kalle, né en 2000, a été en 2013 le copilote de son propre copilote Risto Pietiläinen, puis a poursuit sa carrière comme pilote officiel Škoda en WRC-2 à partir de 2018.

## Palmarès

### Titres
- Champion de Finlande des rallyes du petit Groupe A (Formule 2) : 1995, sur Opel Astra GSI 16V ;
- Champion des champions : 2001 (Grande Canarie) ;
- Participation à la victoire de Seat au Championnat du monde des rallyes FIA catégorie 2 litres : 1997, 1998, et 1999 (sur Ibiza GTI, puis Córdoba WRC, avec Oriol Gómez, Toni Gardemeister, Jörgen Jonasson et Gwyndaf Evans (1997-1998), et Piero Piatti en 1999).

### WRC
| # | Course          | Année | Copilote          | Voiture         |
| - | --------------- | ----- | ----------------- | --------------- |
| 1 | Rallye de Suède | 2001  | Risto Pietiläinen | Peugeot 206 WRC |

- 2e du rallye d'Australie : 2002, 2004 et 2005 ;
- 2e du Safari rallye : 2001 et 2002 ;
- 2e du RAC Rally : 2001 ;
- 2e du rallye de Suède : 2002 ;
- 2e du rallye de Nouvelle-Zélande : 2002 ;
- 2e du rallye de Chypre : 2003 ;
  - 3e du RAC Rally : 1999 ;
  - 3e du rallye de Finlande : 2000 ;
  - 3e du rallye de l'Acropole : 2001 et 2004 ;
  - 3e du rallye de Nouvelle-Zélande : 2001 ;

### Compétitions mondiales FIA 2-Litres des rallyes pour constructeurs
- 9 courses gagnées sur 77 manches (record), 6 en 1997 et 3 en 1998 :
  - 1997 : rallyes d'Argentine, de Finlande, d'Indonésie, du Sanremo, d'Australie et de Grande-Bretagne ;
  - 1998 : rallyes du Kenya, de l'Acropole et de Nouvelle-Zélande ;

### Autres victoires
- Rallye d'Écosse en 1996, sur Mitsubishi Lancer Evo III ;
- Rallye du Mexique en 2002, sur Peugeot 206 WRC ;
- Rallye de Sardaigne (ERC) en 2003 (Costa Smeralda), sur Peugeot 206 WRC ;
- La Carrera Panamericana en 2010, sur Studebaker avec son compatriote Jouni Närhi.